# Anhui
Anhui (Kinesisk skrift: 安徽; pinyin: Ānhuī; Wade-Giles: An-hui; har tidligere i vesten været kaldt Ngan-hui, Anhwei eller An-hwei) er en provins i det østlige Kina. Den har et areal på 139 400 km² og totalt 64.100.000 indbyggere (2003).
Provinshovedstaden er Hefei. Andre større byer er Anqing, Huangshan, Tongling, Ma'anshan, Huainan, Bengbu og Bozhou. Igennem provinsen flyder floderne Yangtze (Chang Jiang) og Huai He. I det sydlige Anhui ligger bjergkæden Huangshan, som er blevet udnævnt til verdensarv.
I området lå det historiske rige Wan, fra hvilket provinsen har fået sin forkortelse. Provinsen Anhui blev dannet i 1600-tallet.

## Politik i Anhui
Den politiske magt i Anhui udøves officielt af provinsen Anhuis folkeregering, som ledes af den regionale folkekongres og guvernøren i provinsen. Der ud over er der en regional politisk rådgivende konference, som svarer til Det kinesiske folks politisk rådgivende konference og hovedsagelig har har ceremonielle funktioner. 
I praksis udøver den regionale afdeling af Kinas kommunistiske parti den afgørende magt i Anhui og partisekretærer i regionen har højere rang i partihierarkiet end guvernøren. 

## Administrativ inddeling
Provinsen er i dag inddelt i 17 præfekturer, eller steder på præfekturniveau . Disse består af  17 bydistrikter (shìxiáqū), 5 steder på herredsniveau (shi) samt 56 amter (xiàn).. 

### Præfekturer
| Map             | #         | Navn     | Kinesisk      | Pinyin  | Areal      | Indb. (2000) |
| --------------- | --------- | -------- | ------------- | ------- | ---------- | ------------ |
| Områder i Anhui |           |          |               |         |            |              |
| 1               | Hefei     | 合肥市   | Héféi Shì     | 6.911   | 4.467.384  |              |
| 2               | Anqing    | 安庆市   | Ānqìng Shì    | 15.317  | 5.180.000  |              |
| 3               | Bengbu    | 蚌埠市   | Bèngbù Shì    | 5.945   | 3.288.329  |              |
| 4               | Bozhou    | 亳州市   | Bózhōu Shì    | 8.110   | 5.078.908  |              |
| 5               | Chaohu    | 巢湖市   | Cháohú Shì    | 9.319   | 4.173.449  |              |
| 6               | Chizhou   | 池州市   | Chízhōu Shì   | 8.272   | 1.389.469  |              |
| 7               | Chuzhou   | 滁州市   | Chúzhōu Shì   | 13.398  | 4.001.488  |              |
| 8               | Fuyang    | 阜阳市   | Fǔyáng Shì    | 9.979   | 8.003.963  |              |
| 9               | Huaibei   | 淮北市   | Huáiběi Shì   | 2.802   | 1.878.164  |              |
| 10              | Huainan   | 淮南市   | Huáinán Shì   | 2.526   | 2.040.649  |              |
| 11              | Huangshan | 黄山市   | Huángshān Shì | 9.807   | 1.370.377  |              |
| 12              | Lu'an     | 六安市   | Lù'ān Shì     | 18.141  | 5.954.653  |              |
| 13              | Ma'anshan | 马鞍山市 | Mǎ'ānshān Shì | 1.686   | 1.196.916  |              |
| 14              | Suzhou    | 宿州市   | Sùzhōu Shì    | 9.787   | 5.516.423  |              |
| 15              | Tongling  | 铜陵市   | Tónglíng Shì  | 1.113   | 684.716    |              |
| 16              | Wuhu      | 芜湖市   | Wúhú Shì      | 3.318   | 2.115.421  |              |
| 17              | Xuancheng | 宣城市   | Xuānchéng Shì | 12.340  | 2.659.639  |              |
| I alt           | Anhui     | .        | .             | 139.427 | 58.999.948 |              |

### Byer
Hovedbyer for  præfekturerne:
- Anqing, Bengbu, Bozhou, Chaohu, Chizhou, Chuzhou, Fuyang, Hefei, Huaibei, Huainan, Huangshan, Liu'an, Ma'anshan, Suzhou, Tongling, Wuhu, Xuancheng

Andre større byer:
- Jieshou, Mingguang, Ningguo, Tianchang, Tongcheng

## Myndigheder
Den regionale leder i Kinas kommunistiske parti er Li Jinbin. Guvernør er Wang Qingxian, pr. 2021. 
1. ↑   geohive.com

- Wikimedia Commons har flere filer relateret til Anhui

31°50′00″N 117°00′00″Ø / 31.833333333333°N 117°Ø